# Armée de terre cuite
Armée d'argile, Armée de Xi'an
Pour un article plus général, voir Mausolée de l'empereur Qin.
L'armée de terre cuite (兵马俑, bīngmǎ yǒng, « figurines de guerriers et de chevaux enterrés avec les morts »), ou armée d'argile, est un ensemble de près de huit mille statues de soldats et chevaux en terre cuite, représentant les troupes de Qin Shi Huang, le premier empereur de Chine. Elles représentent une forme d'art funéraire, car elles ont été enterrées dans les fosses du mausolée de l'empereur Qin, à proximité de la ville de Xi'an, dans le Shaanxi, en 210–209 av. J.-C. Cette « armée enterrée », dont les statues ont quasiment toutes un visage différent, était destinée à protéger l'empereur défunt.
Ces statues, qui datent de la fin du IIIe siècle av. J.-C., ont été découvertes en mars 1974 dans le xian de Xiyang par des agriculteurs. Leur taille varie suivant leur grade au sein de cette armée, celles figurant les généraux étant les plus grandes. Elles représentent des fantassins, des cavaliers, des chevaux et des chars. En 2007, les archéologues qui fouillent le site ont estimé que les trois fosses dans lesquelles repose l'armée de terre cuite contiennent plus de huit mille soldats, cent trente chars tirés par cinq cent vingt chevaux, auxquels il faut rajouter les cent cinquante chevaux montés par des cavaliers. La plus grande partie de ces statues est enterrée dans la fosse no 1, qui se situe à côté du mausolée de l'empereur Qin. En plus des soldats, on trouve dans ces fosses des statues de civils, dont des membres de l'administration, des acrobates et des musiciens.

## Histoire de l'armée

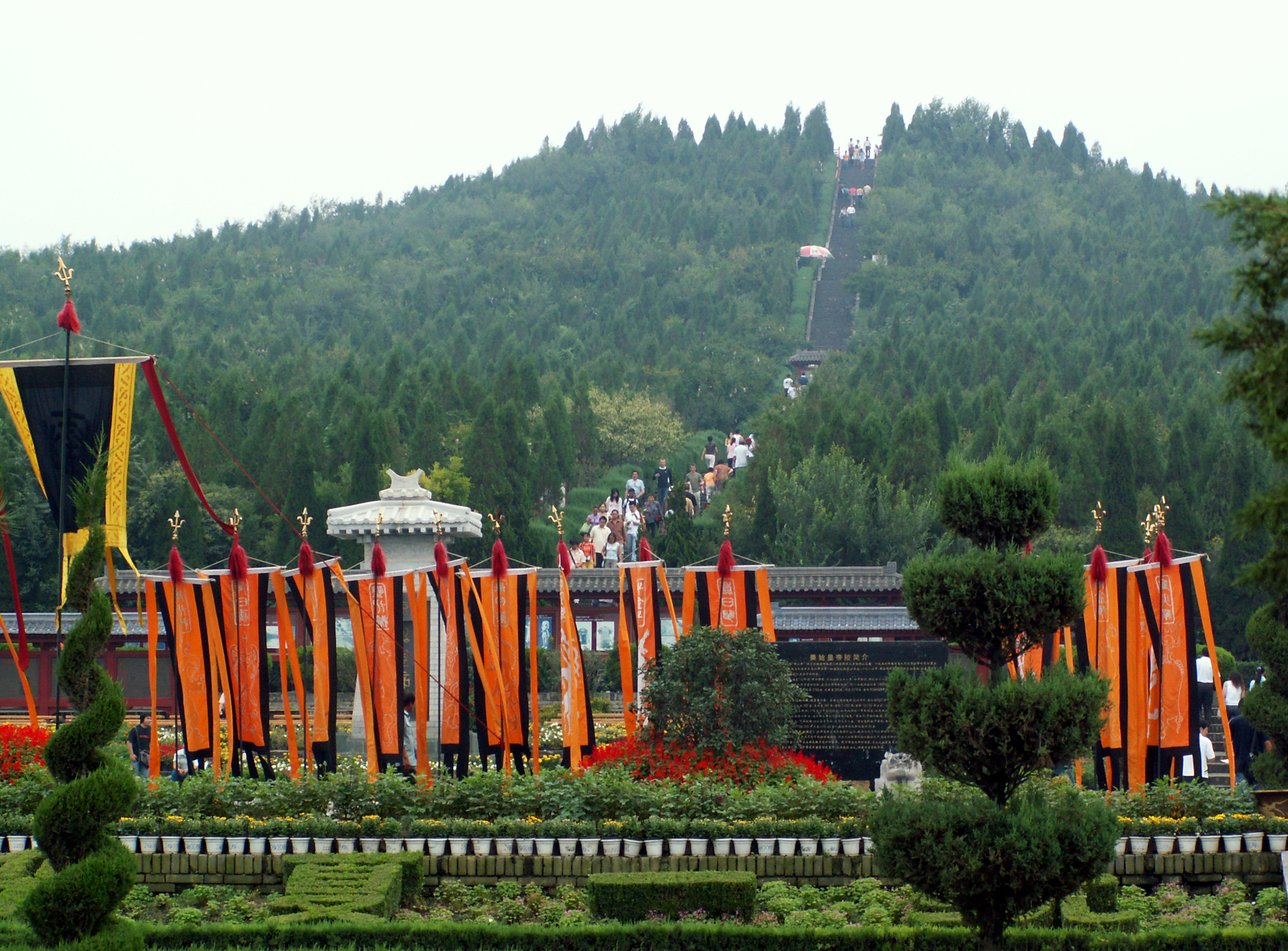
Le tumulus recouvrant le tombeau de l'empereur.

### Origines
La construction du tombeau de Qin Shi Huang a été décrite par l’historien Sima Qian (145 - 90 av. J.-C.) dans son œuvre la plus célèbre, le Shiji, qu'il a écrit un siècle après l’achèvement du mausolée. Les travaux du mausolée commencent en 246 av. J.-C., lorsque le futur empereur devient roi de Qin à l'âge de 13 ans. Avec le temps, le projet prend de l'ampleur et finit par mobiliser 700 000 travailleurs. Le géographe Li Daoyuan indique dans le Shui Jing Zhu, un ouvrage écrit six siècles après la mort du premier empereur, que le mont Li est un emplacement privilégié en raison de sa géologie de bon augure :

« Renommé pour ses mines de jade, son côté nord était riche en or et son côté sud riche en beau jade ; le Premier Empereur, au courant de cette excellente réputation, a donc choisi d’être enterré là. »

Selon Sima Qian, le premier empereur a été enterré avec des palais, des tours, des fonctionnaires, des objets précieux et autres merveilles. Selon ce texte, à l'intérieur du tombeau, cent rivières ont été reproduites et leur écoulement a été simulé à l’aide de mercure. Toujours selon le contenu du Shiji, le plafond est décoré avec une reproduction de la voûte céleste et au sol se trouve une carte en relief de l'empire de Qin Shi Huang. Concernant ces palais, tours, fonctionnaires et autres merveilles, quelques traductions du passage décrivant l'intérieur du tombeau utilisent les mots « modèles » ou « imitations », mais aucun de ces mots n’est utilisé dans le texte original, qui ne fait aucune mention de l'armée en terre cuite,.
Des tests effectués à l'époque moderne sur des échantillons du sol du tumulus abritant le tombeau ont révélé des concentrations exceptionnellement hautes de mercure, ce qui tend à confirmer les écrits de Sima Qian.
Des récits historiques plus tardifs que le Shiji laissent entendre que la tombe a été pillée par Xiang Yu, un des seigneurs de guerre cherchant à s'emparer du trône lors de la guerre civile qui débute peu après la mort du premier empereur,,. Cependant, il existe aussi des indices suggérant que le tombeau n'a peut-être pas été pillé.

### Re-découverte
L'armée de terre cuite est découverte le 29 mars 1974 à l'est de Xi'an, la capitale de la province du Shaanxi, par des fermiers en train de creuser un puits à 1,6 km à l'est de la tombe de Qin Shi Huang,, dans une zone connue pour être riche en sources et rivières souterraines. Durant les siècles précédents, les autorités locales et divers érudits avaient déjà signalé à plusieurs reprises la découverte de fragments de statues de terre cuite ainsi que de tuiles, briques et morceaux de maçonnerie provenant de la nécropole de l'empereur. Lorsque les autorités comprennent l'importance de la découverte, des archéologues sont envoyés sur place pour fouiller le site, ce qui leur permet de découvrir la plus grande concentration de statues en terre cuite jamais trouvée en Chine.
Un musée a depuis été construit sur le site, dont un immense hangar recouvrant la fosse no 1, la plus importante de toutes.

## Nécropole

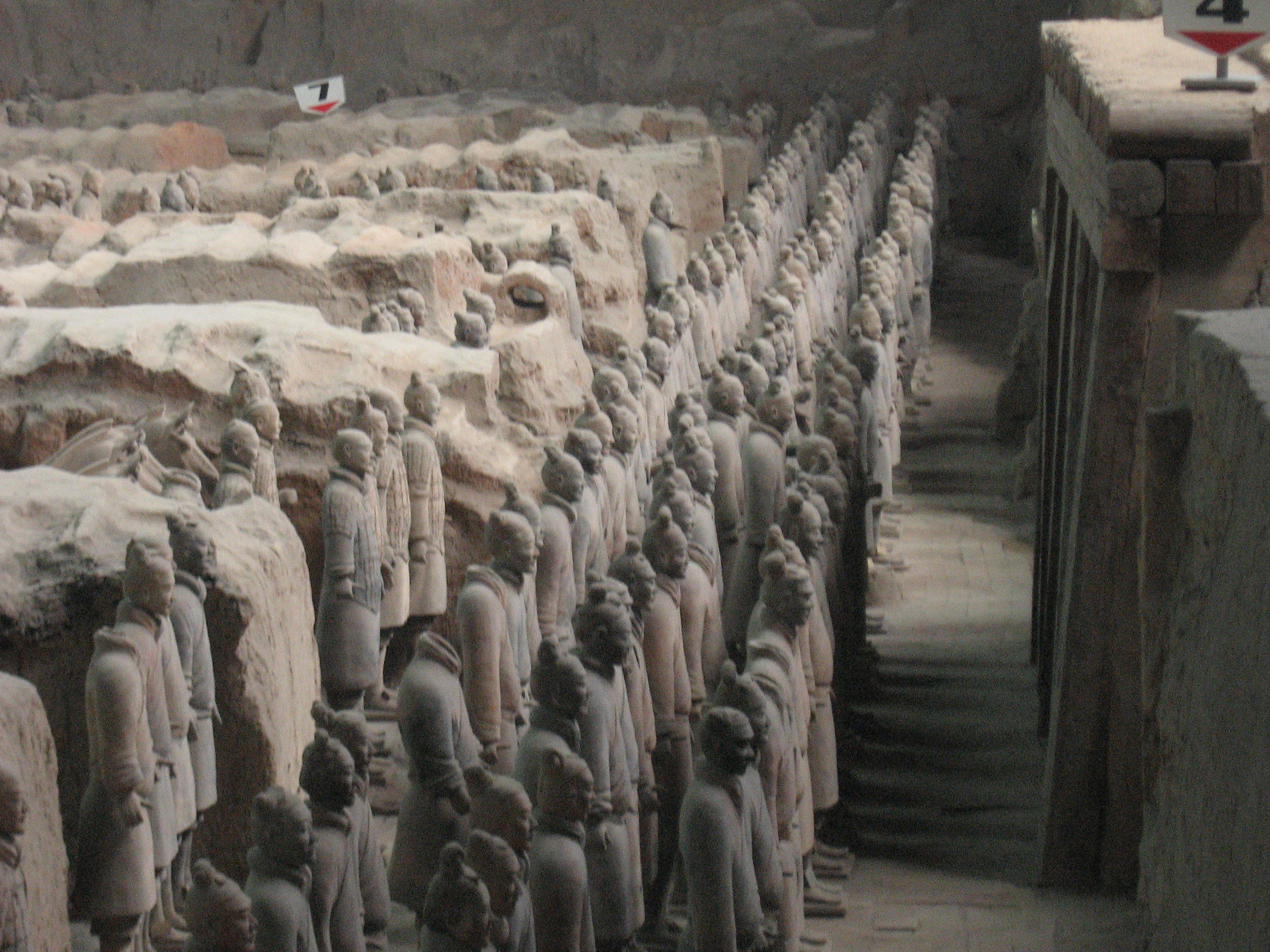
L'armée de terre cuite.

L'armée de terre cuite n'est qu'un des éléments d'une immense nécropole, bâtie pour la gloire de Qin Shi Huang. Grâce à des sondages et à des examens réalisés avec des mesures de télédétections, la taille de ladite nécropole est estimée à 98 km2.
Elle a été conçue pour être une représentation à échelle réduite du palais impérial et couvre une vaste zone située autour du tumulus où repose le premier empereur. Ce tumulus en terre est situé au pied du mont Li et a été construit en forme de pyramide. Il est entouré de deux murs très épais construits en pisé, avec des passerelles servant d'entrée. La nécropole est composée de plusieurs bureaux, salles, écuries et autres structures normalement présentes dans un palais impérial chinois. On y trouve aussi un parc impérial situé autour du tumulus.
L'armée monte la garde à l'est de la tombe proprement dite. Jusqu'à 5 mètres d'un sol sablonneux et rougeâtre s'est accumulé sur le site durant les deux millénaires qui ont suivi sa construction; mais les archéologues ont trouvé des preuves de perturbations et de dégradations du site survenues durant ce laps de temps. Au cours des fouilles effectuées près du tumulus du mont Li, les archéologues ont trouvé plusieurs tombes datant des XVIIIe et XIXe siècles. Ceux qui ont creusé et construit ces tombes ont apparemment trouvé des fragments de terre cuite. Ceux-ci ont été jugés comme étant sans valeur et utilisés, avec de la terre, pour reboucher les excavations à la fin des travaux desdites tombes.

### La tombe
Le tombeau semble être un espace hermétique faisant la taille d’un terrain de football,. Il est toujours fermé et n'a jamais été fouillé, probablement à cause de préoccupations relatives à la préservation des artefacts qu'il contient. Ces préoccupations ne sont pas sans fondement car, lors des premières fouilles de l’armée de terre cuite, les surfaces peintes présentes sur certains personnages en terre cuite ont commencé à s’écailler et à pâlir. La laque couvrant ces peintures peut se décoller en copeaux en quinze secondes, une fois exposée à l’air sec de Xi'an, et la peinture peut s’écailler en seulement quatre minutes.

## Site d'excavation

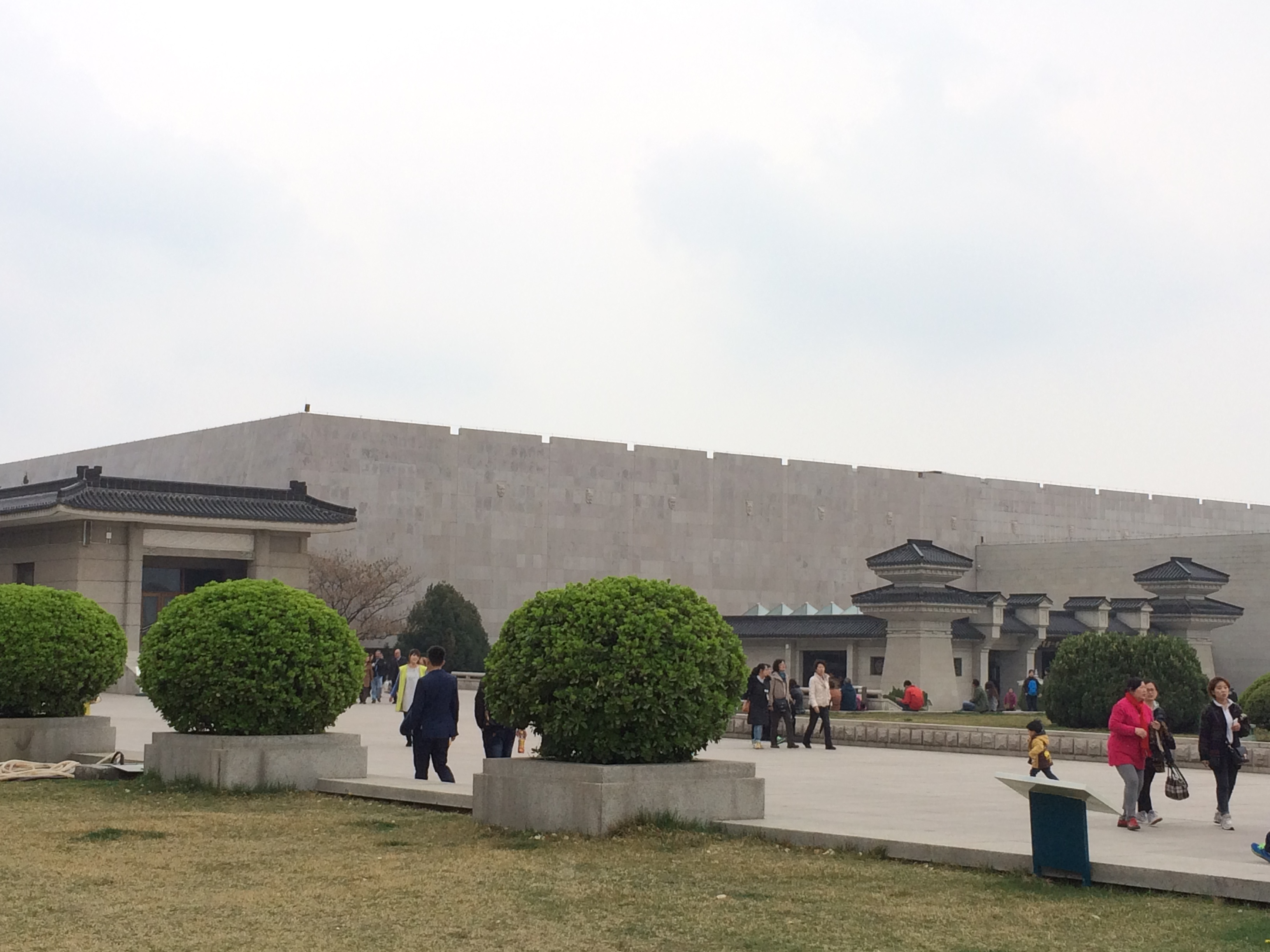
Le musée construit autour du site d'excavation.

### Les fosses

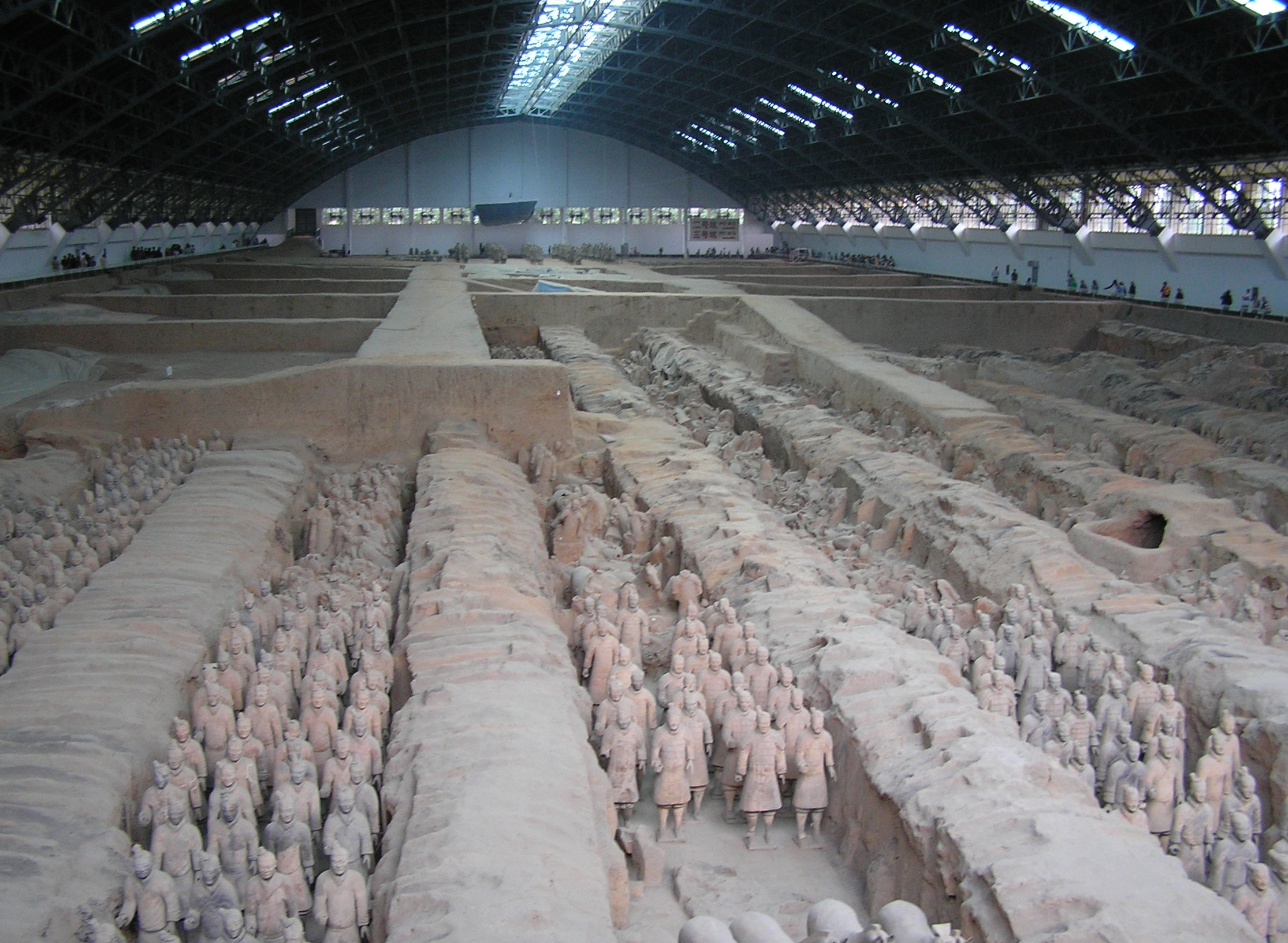
Vue générale de la fosse no 1, la plus importante de toutes les fosses, au musée de Xi'an.

Quatre fosses principales, profondes d’à peu près 7 m chacune, ont été découvertes sur le site,. Elles sont situées à peu près à 1,5 km à l'est du tombeau proprement dit. Les soldats sont positionnés comme pour protéger la tombe et le site de tout danger venant de l'est, soit la direction dans laquelle se trouvent les royaumes conquis par le premier empereur.

### Fosseno1
La fosse no 1, qui fait 230 m de long et 62 m de large, renferme au total plus de 6 000 statues. C'est là où se trouve la plus grande partie de l'armée. Elle est divisée en 11 corridors d’à peu près 3 m de large, qui sont pavés de petites briques. À l'époque de leur construction, chacun de ces corridors était recouvert d'un toit en bois, soutenu par de grandes poutres et de gros piliers. Les tombes de nobles ont été également conçues de cette manière et à la fin de la construction, l'ensemble devait ressembler aux couloirs des palais.
Une fois achevés, les plafonds en bois étaient recouverts de nattes de roseaux et de couches d’argile pour assurer leur étanchéité et surélevés en rajoutant de la terre pour se retrouver 2 à 3 m au-dessus du niveau du sol environnant.

### Les autres fosses
Dans la fosse no 2 se trouvent des cavaliers, des fantassins et des chars de guerre ; l'ensemble devant représenter une garde. La fosse no 3 représente le « quartier général » de l'armée, avec ses officiers de haut rang et un char de guerre. Enfin, la fosse no 4 est vide, ses travaux ayant peut-être été interrompus par la mort subite de Qin Shi Huang.
Certaines des statues présentes dans les fosses 1 et 2 présentent des traces d'incendie et l'on a trouvé à côté d'elles des restes de toits brûlés. Ceci, couplé à l'absence des restes des armes de ces statues, laisse penser aux archéologues que le site a été pillé puis incendié par les troupes de Xiang Yu, ce qui a provoqué l'effondrement des toits des corridors et la destruction des statues de terre cuite. En effet, toute l'armée a été réduite à l'état de débris et les soldats que l'on peut voir à l'heure actuelle ont été restaurés à partir des fragments trouvés sur place.
Les autres fosses présentes dans la nécropole ont également été fouillées. Elles se situent au sein et en dehors des murs entourant le tumulus et contiennent des chariots en bronze, personnages en terre cuite représentant des artistes (acrobates, hommes accomplissant des prouesses de force…) ou des fonctionnaires. On y trouve également des armures en pierre, des sépultures de chevaux, d'animaux rares ou de travailleurs ainsi que des grues et des canards en bronze dans un parc souterrain.

## Soldats en terre cuite

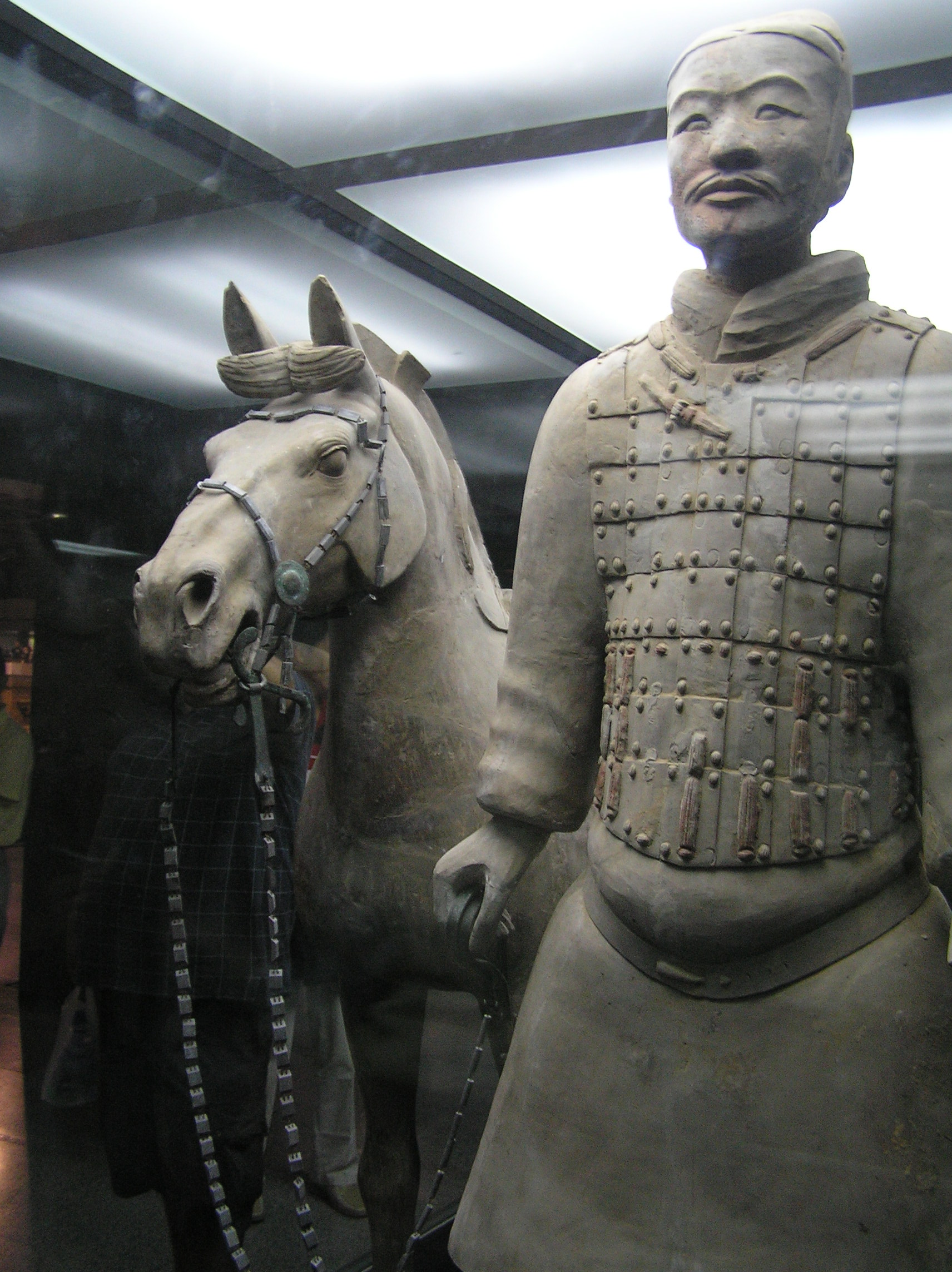
Un soldat de terre cuite, avec son cheval.

### Types et aspects des soldats
Toutes les statues de terre cuite, c'est-à-dire plus de 8 000 soldats, ont été fabriquées à l'échelle 1/1, soit grandeur nature. Leur taille, uniforme, et leur coupe de cheveux changent en fonction de leur rang au sein de l'armée et même si, au premier abord, chaque visage est différent, les chercheurs ont fini par identifier dix « visages types » qui ont été réutilisés, avec des variantes, pour toute l'armée. Les soldats de terre cuite peuvent être regroupés dans différentes familles ou types : les fantassins en armure, ceux sans armure, les cavaliers avec une coiffe en tissu, les conducteurs de char de guerre avec un casque et une armure lourde, les porteurs de lance embarqués dans les chars de guerre, les archers/arbalétriers à genoux en train de viser et enfin ceux qui sont debout et ne visent pas. À ces soldats, il faut ajouter les généraux et autres officiers et sous-officiers.
Il existe cependant de nombreuses variations dans les uniformes qui ne sont pas liées au rang des soldats. Par exemple, certains peuvent porter des protège-tibias tandis que d’autres n'en ont pas ; ils peuvent porter des pantalons soit longs, soit courts, dont certains peuvent être rembourrés. Pour ceux qui en portent, les armures varient selon le grade, la fonction et la position dans la formation. Il y a aussi des chevaux de terre cuite placés aux côtés de certains soldats.

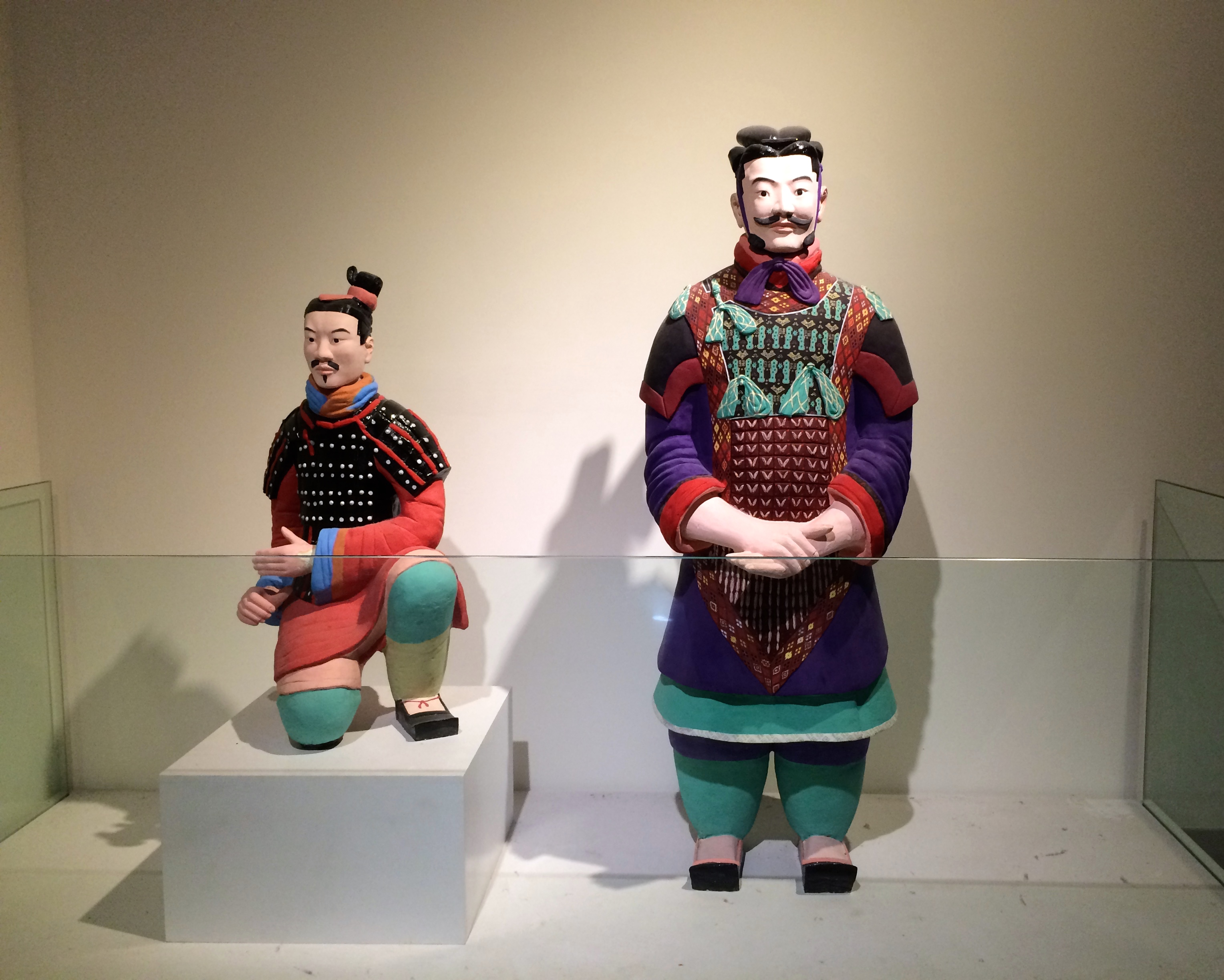
Réplique moderne d'un archer et d'un officier, avec une reconstitution des couleurs utilisées à l'époque.

À l'époque de leur fabrication, les statues étaient peintes de couleurs vives : rose, rouge, vert, bleu, noir, brun, blanc et lilas,. Ces couleurs, à base de pigments naturels, étaient recouvertes d'une couche de laque protectrice et des détails spécifiques avaient été rajoutés à chaque visage pour rendre chaque statue la plus réaliste possible. Mais, avec le temps, les destructions et les premières fouilles, les couleurs ont presque entièrement disparu et les traces restantes ont perdu leur éclat originel.
Certains chercheurs pensent que les créateurs des statues ont été influencés par l'art hellénistique ou que Qin Shi Huang a fait venir des sculpteurs d'origine grecque des royaumes hellénistiques d'Asie centrale. Ils ont émis cette hypothèse en raison de l'absence de sculptures grandeur nature et réalistes en Chine avant la dynastie Qin,. Selon ces chercheurs, cette possible influence grecque est particulièrement visible avec certains personnages en terre cuite, comme les acrobates, ainsi que dans la technique utilisée pour créer les sculptures en bronze,. Cette hypothèse est loin de faire l'unanimité mais le débat a été relancé avec la découverte, fin 2016, de traces d'ADN mitochondrial spécifiquement européen à proximité de la nécropole,,,.

### Fabrication
Les soldats de terre cuite ont été fabriqués dans des ateliers par des ouvriers du gouvernement et des artisans locaux, en utilisant des matières premières locales. Les têtes, bras, jambes et torses ont été fabriqués séparément, puis assemblés et scellés ensemble. Une fois montée, chaque statue de terre cuite a été disposée dans une fosse, au sein d'une formation militaire, en fonction de son rang et de son poste.
Les dix « visages types » mentionnés précédemment ont été créés en utilisant des moules spécifiques, puis de la terre glaise a été ajoutée à certains endroits sur ces « visages types » pour les personnaliser et donner l'impression que chacun d'entre eux est unique. Les archéologues qui ont étudié le site pensent que les jambes des statues ont été créées de la même manière que les tuyaux de drainage en terre cuite qui étaient utilisés à l'époque. Si cela est exact, cela ferait du processus de création de ces statues une forme primitive de chaîne d'assemblage, avec des morceaux précis fabriqués dans des ateliers distincts, puis assemblés après avoir été cuits, en opposition avec la méthode alors en vigueur où les pièces étaient fabriquées d'un bloc avant cuisson. Comme à cette époque le contrôle impérial de la société était très strict, chaque atelier devait inscrire son nom sur les éléments qu'il fabriquait, afin d’assurer le contrôle de la qualité et punir les éventuelles malfaçons. Ce système de surveillance généralisé a facilité le travail des historiens modernes, en leur indiquant quel atelier était réquisitionné pour faire des tuiles et autres éléments ordinaires de l’armée de terre cuite.

### Armement

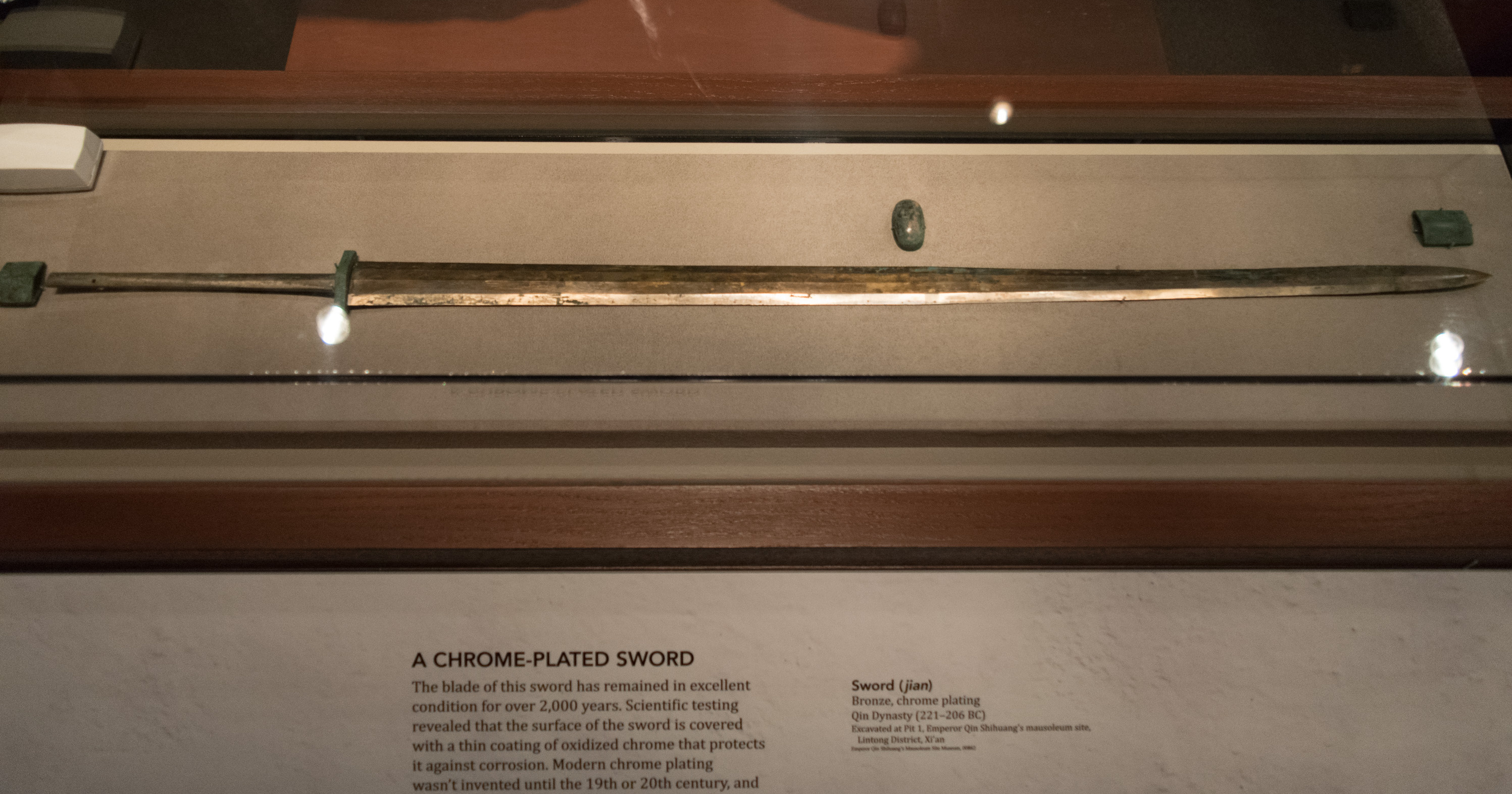
Épée jian en bronze, recouverte d'une fine couche de chrome.

À l'origine, la plupart des statues étaient équipées d'armes véritables telles que des arbalètes, des épées ou des lances, dans un but de réalisme. La plupart des armes originales ont été pillées peu après la création de l’armée ou ont pourri sur place. Néanmoins, les archéologues ont retrouvé beaucoup d’armes (ou leurs vestiges) dans les fosses : des épées, des lances, des haches, des cimeterres, des boucliers, des arbalètes et des flèches,. Plus de 40 000 morceaux d'armes en bronze ont été retrouvés dans les fosses, dont un grand nombre de pointes de flèches que l'on retrouve habituellement en paquets de cent. L'étude de ces pointes de flèche suggère qu’elles ont été fabriquées dans de petits ateliers autosuffisants et autonomes, qui produisaient des objets finis grâce à un processus de production qui évoque le toyotisme. Il y a aussi des centaines de gâchettes d'arbalète et un nombre plus restreint d’autres armes telles que des épées de bronze et des dagues.
Certaines de ces armes, comme les épées, sont affûtées et recouvertes d’une couche de 10 à 15 micromètres de dioxyde de chrome, qui les a préservées de la rouille pendant deux mille ans,. Ces épées contiennent un alliage de cuivre, d'étain et d’autres éléments, y compris du magnésium, du nickel et du cobalt. Certaines portent des inscriptions qui permettent de dater leur fabrication entre 245 et 228 av. J.-C., ce qui indique qu’elles ont été utilisés au combat avant d’être enterrées.
Un élément important de l’armée est le char, dont quatre types ont été retrouvés. Dans la bataille, les chars de guerre agissent par paires et sont déployés à la tête d’une unité d’infanterie. La principale arme des auriges était le ge ou « poignard-hache », une lame de bronze en forme de L, montée sur un long manche et utilisée pour déstabiliser et accrocher l’ennemi. Les fantassins utilisaient également des ge, mais avec un manche plus court, des ji, une sorte de hallebarde, et des lances ainsi que des javelots. Pour le combat au corps à corps et se défendre, les conducteurs de chars et les fantassins embarqués dans les chars utilisaient des épées droites à double tranchant. Les archers utilisaient des arbalètes, équipées de mécanismes de déclenchement sophistiqués et capables de tirer des flèches à plus de 800 m.

## Inscription au patrimoine mondial de l'UNESCO
En 1987, la Chine ne compte aucun bien protégé au titre du patrimoine mondial de l'humanité. Lors de sa première participation au comité, elle en fait inscrire six, dont l'armée de terre cuite de Xian. À cette occasion, 41 sites sur 287 sont ajoutés. La Bolivie, le Cameroun, la Chine, la Hongrie, le Mexique et Oman connaissent leur première inscription.
Le Mausolée de l'empereur Qin qui contient l'armée a été inscrit le 11 décembre 1987 sur la liste du patrimoine mondial établie par l'UNESCO à la suite de l'avis favorable de l'ICOMOS.

## Expositions à travers le monde

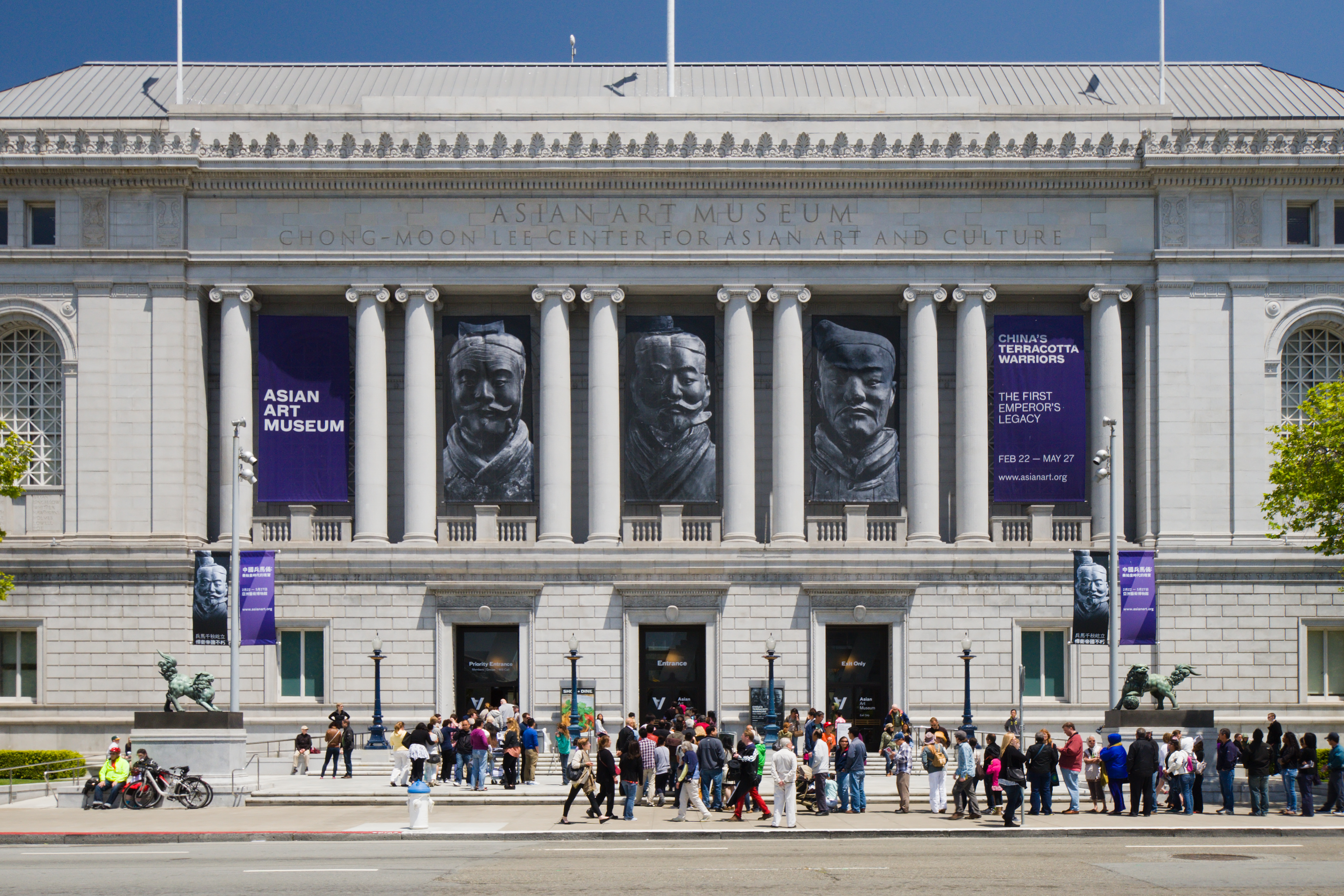
Exposition sur les soldats de terre cuite, à San Francisco, États-Unis.

L'armée de terre cuite a fait l'objet de nombreuses expositions temporaires de par le monde, avec le prêt de statues de soldats et de divers objets par le gouvernement chinois.
Une exposition eut lieu en France à Metz en 1992 sous le nom des « Guerriers de l'éternité » : huit guerriers et deux chevaux provenant de l'armée de terre cuite furent exposés à la salle Arsenal,. Celle-ci a, comme souvenir de l'exposition, des reproductions de trois des guerriers qui avaient été exposés en 1992.
Cent vingt objets provenant du mausolée et douze soldats de terre cuite ont été prêtés au British Museum de Londres pour l'exposition « The First Emperor: China's Terracotta Army », qui s'est tenue du 13 septembre 2007 à avril 2008. Cette exposition a fait de 2008 l'année où le British Museum a reçu le plus de visiteurs de toute son histoire et a permis au musée d’être l’attraction culturelle la plus visitée du Royaume-Uni en 2007 et 2008,.
Une autre exposition, composée de guerriers de terre cuite et d'autres objets provenant du mausolée, a eu lieu au « Forum de Barcelona », à Barcelone, entre le 9 mai et le 26 septembre 2004. Ce fut l'exposition ayant amené le plus de visiteurs au Forum. La même exposition a été présentée à la Fundación Canal de Isabel II à Madrid entre octobre 2004 et janvier 2005. Ce fut, là aussi, l'exposition ayant amené le plus de visiteurs à la Fundación. De décembre 2009 à mai 2010, cette exposition a été présentée dans le Centro Cultural La Moneda à Santiago du Chili, avant de voyager en Amérique du Nord et de passer par des musées tels que l’Asian Art Museum de San Francisco, le Bowers Museum de Santa Ana, le Houston Museum of Natural Science, le High Museum of Art d'Atlanta, le National Geographic Society Museum de Washington D.C. et le Musée royal de l'Ontario de Toronto. Après cette tournée en Amérique du Nord, la même exposition est allée en Suède et a été visible au musée des antiquités de l'Extrême-Orient de Stockholm, entre le 28 août 2010 et le 20 janvier 2011,.
Une autre exposition regroupant cent vingt objets provenant du mausolée et intitulée « The First Emperor – China's Entombed Warriors », a été visible à la Art Gallery of New South Wales, entre le 2 décembre 2010 et le 13 mars 2011.
Une exposition intitulée « L'Empereur guerrier de Chine et son armée de terre cuite » a été accueillie par le musée des beaux-arts de Montréal, du 11 février 2011 au 26 juin 2011. On pouvait y voir une grande variété d'objets, dont plusieurs statues provenant du mausolée.
Plusieurs expositions ont eu lieu en Italie. Ainsi, de juillet 2008 au 16 novembre 2008, cinq des guerriers de l'armée de terre cuite ont été exposés à Turin, au musée des Antiquités. Du 16 avril 2010 au 5 septembre 2010, s'est tenue une exposition intitulée « Les deux empires » au Palais royal de Milan, avec un groupe de neuf statues comprenant un cheval, un conseiller, un archer et six lanciers.
En Inde, l'exposition « Treasures of Ancient China » a eu lieu du 19 février 2011 au 7 novembre 2011 et s'est déplacée sur quatre sites différents : le National Museum de New Delhi, le musée du Prince de Galles de Bombay, le Salar Jung Museum d'Hyderabad et la National Library of India de Calcutta. Cette exposition mettait en vedette deux soldats en terre cuite et d'autres objets, y compris des statues bouddhistes des grottes de Longmen.
Des soldats de terre cuite et différents objets provenant du mausolée ont été exposés du 15 mars 2013 au 17 novembre 2013 au musée historique de Berne.

## Recherche scientifique
En 2007, des scientifiques de l'Université Stanford et d'Advanced Light Source à Berkeley, ont annoncé que des expériences de diffraction de poudre combinées à une analyse dispersive en énergie et à une micro-spectrométrie de fluorescence des rayons X, ont montré que les statues de terre cuite ont été colorées avec du colorant pourpre chinois composé de silicate de cuivre et de baryum. Ils ont également annoncé que ce colorant a été créé grâce à des connaissances acquises par les alchimistes taoïstes dans leurs tentatives pour fabriquer des ornements en jade de synthèse,.
Depuis 2006, une équipe internationale de chercheurs de l'UCL Institute of Archaeology utilise des techniques de chimie analytique pour découvrir plus de détails sur les techniques de production utilisées pour la fabrication de l'armée de terre cuite. En utilisant la spectrométrie de fluorescence des rayons X sur 40 000 pointes de flèches en bronze regroupées en groupes de 100, les chercheurs se sont aperçus que les pointes de flèches d'un même groupe constituaient un ensemble relativement homogène et différent des autres groupes. En outre, dans chaque flèche d'un même groupe on constate la présence ou l'absence d'impuretés métalliques dans des taux identiques. Sur la base des compositions chimiques de ces flèches, les chercheurs ont conclu qu'elles ont été fabriquées par un système de production basé sur plusieurs petits ateliers indépendants, assez similaire à celui mis en place par Toyota dans ses usines, par opposition à un système de production basé sur une ligne de montage,.
Les marques d’affûtage et de polissage visibles sous un microscope électronique à balayage ont permis de fournir la preuve de la plus ancienne utilisation industrielle connue de tours pour le polissage.

## Controverses
Des doutes sont régulièrement émis, par des non-archéologues, à propos de l'authenticité de l'armée de terre cuite.
Ainsi, dans le premier chapitre, intitulé « Le Grand Empereur et les guerriers d'argile », de son livre La Chine est un cheval et l'univers une idée, le sinologue Jean Levi déclare que cet ensemble de statues serait un faux. Il reprend ainsi à son compte les idées déjà exposées avant lui par l'écrivain situationniste Guy Debord, le journaliste Jean Leclerc du Sablon et le diplomate et sinologue suisse Térence Billeter. Il précise et explique point par point sa pensée dans un entretien réalisé par Alessandro Mercuri, Un mythe aux mains d'argile.
À ces doutes l'archéologue français Jean-Paul Demoule, ancien président de l'Institut national de recherches archéologiques préventives, répond :

« L'armée d'argile du premier empereur de Chine fait partie de ces vraies trouvailles archéologiques spectaculaires [qui] ont été présentées au moment de leur découverte comme des faux, tant elles paraissaient improbables. »

## Dans la culture populaire
- L'armée de terre cuite peut être construite comme merveille mondiale dans plusieurs opus de la franchise de jeux vidéo Sid Meier's Civilization (Civilization V, Civilization VI, Civilization Revolution et Civilization Revolution 2).
- Huit des huit-mille guerriers de terre cuite sont envoyés par le gouvernement chinois au National History Museum de Fair Springs en Californie dans le film Wendy Wu, un Disney Channel Original Movie. Les soldats sont réveillés par les forces du mal que l'adolescente guerrière doit combattre.

## Galerie

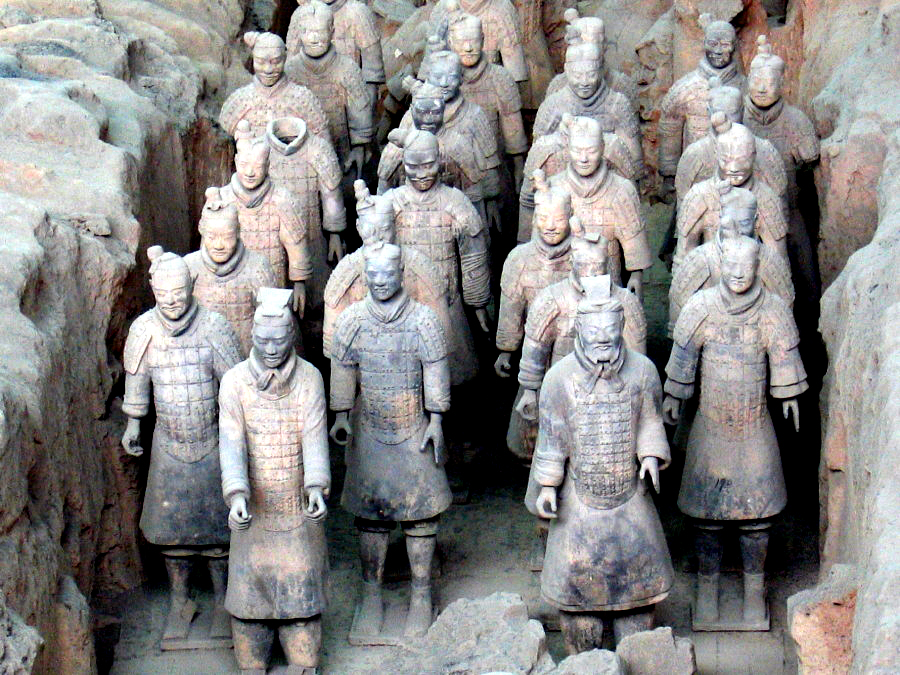
Colonne de soldats
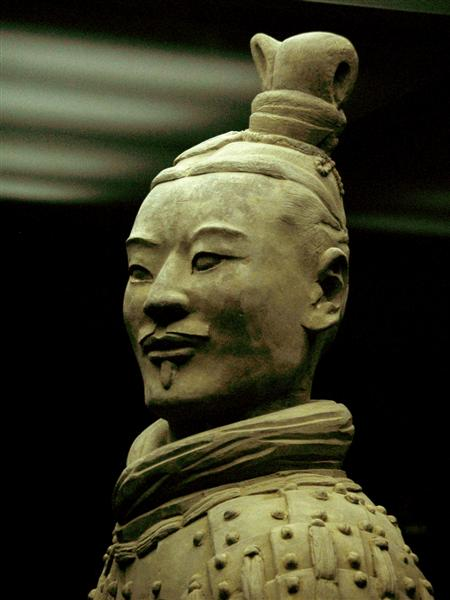
Gros plan de la tête d'un archer.
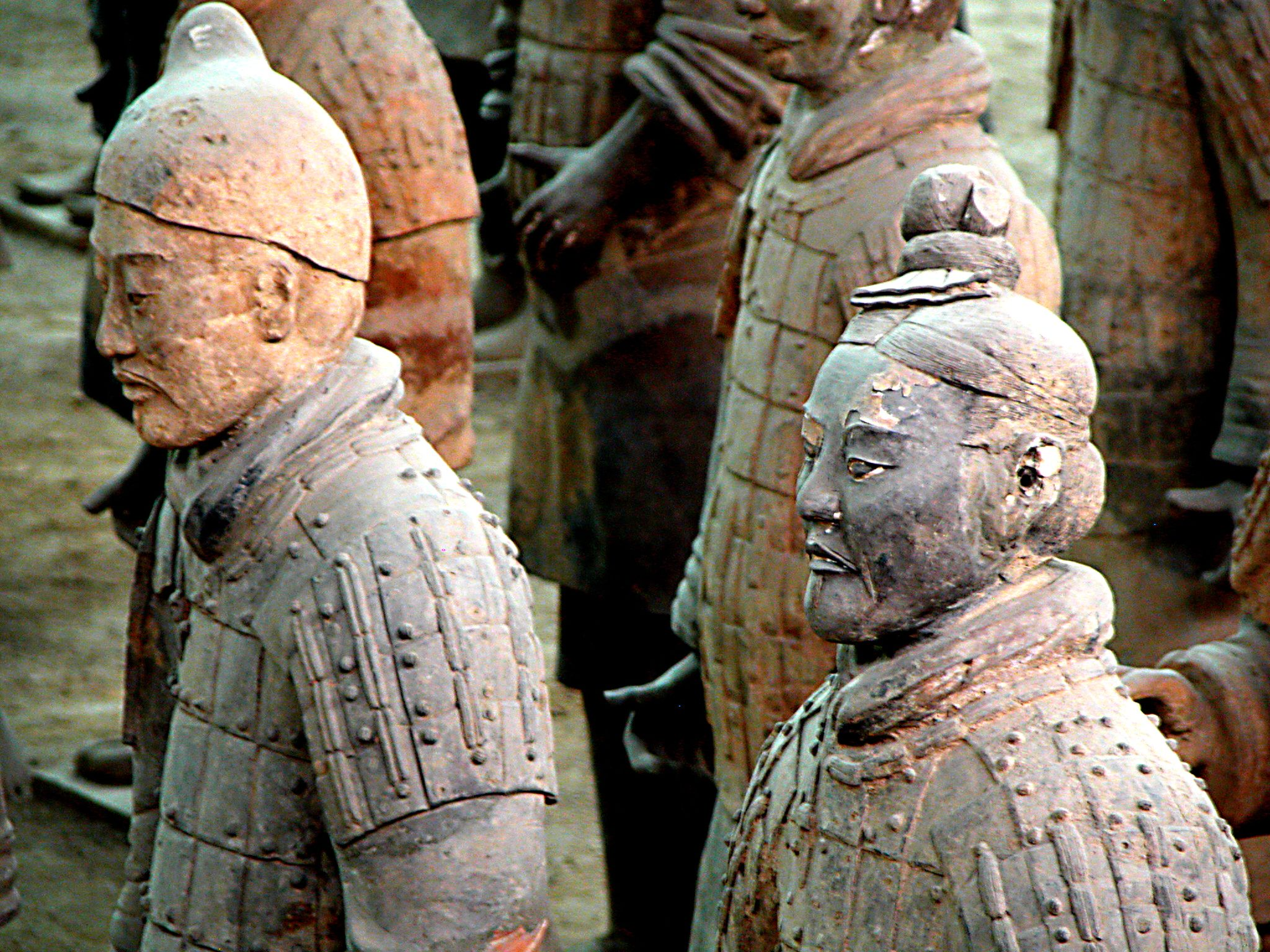
Le visage de chaque soldat a été travaillé de manière à être unique.
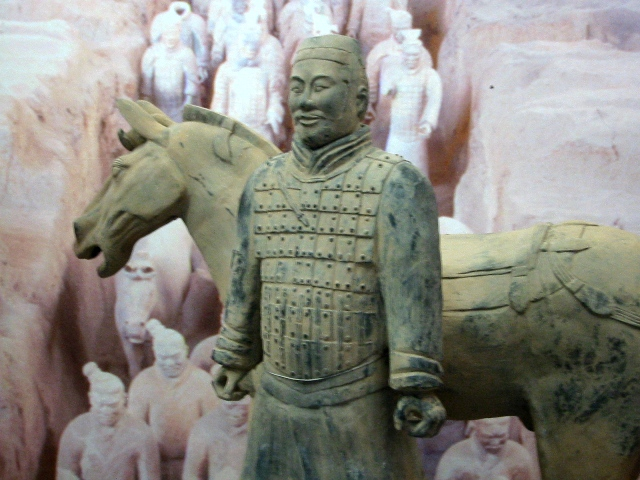
Cavalier et son cheval.
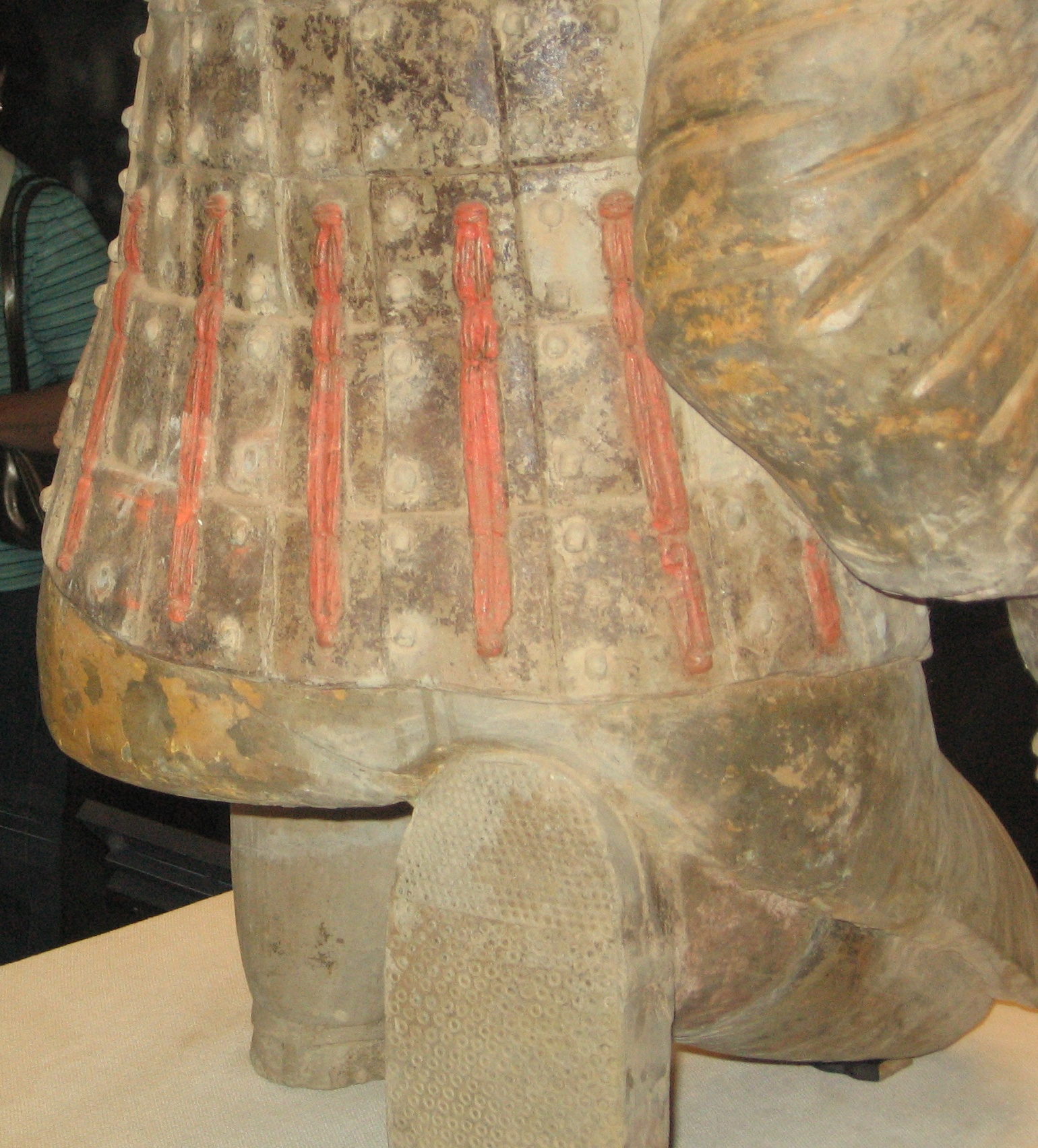
Avec le temps, les couleurs ont disparu, sauf sur une poignée de statues. On note le soin apporté au rendu des semelles.
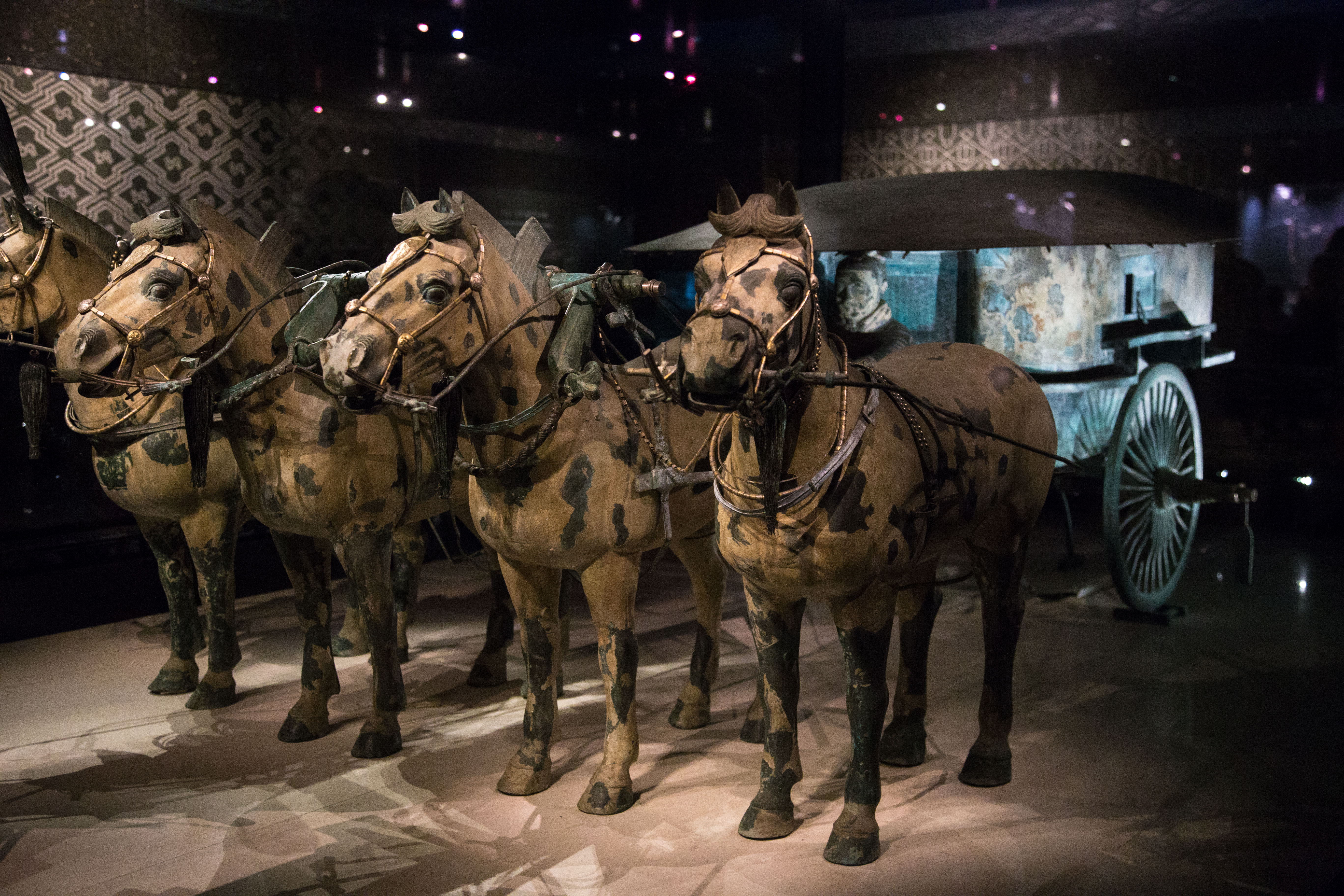
Char en bronze de l'empereur.
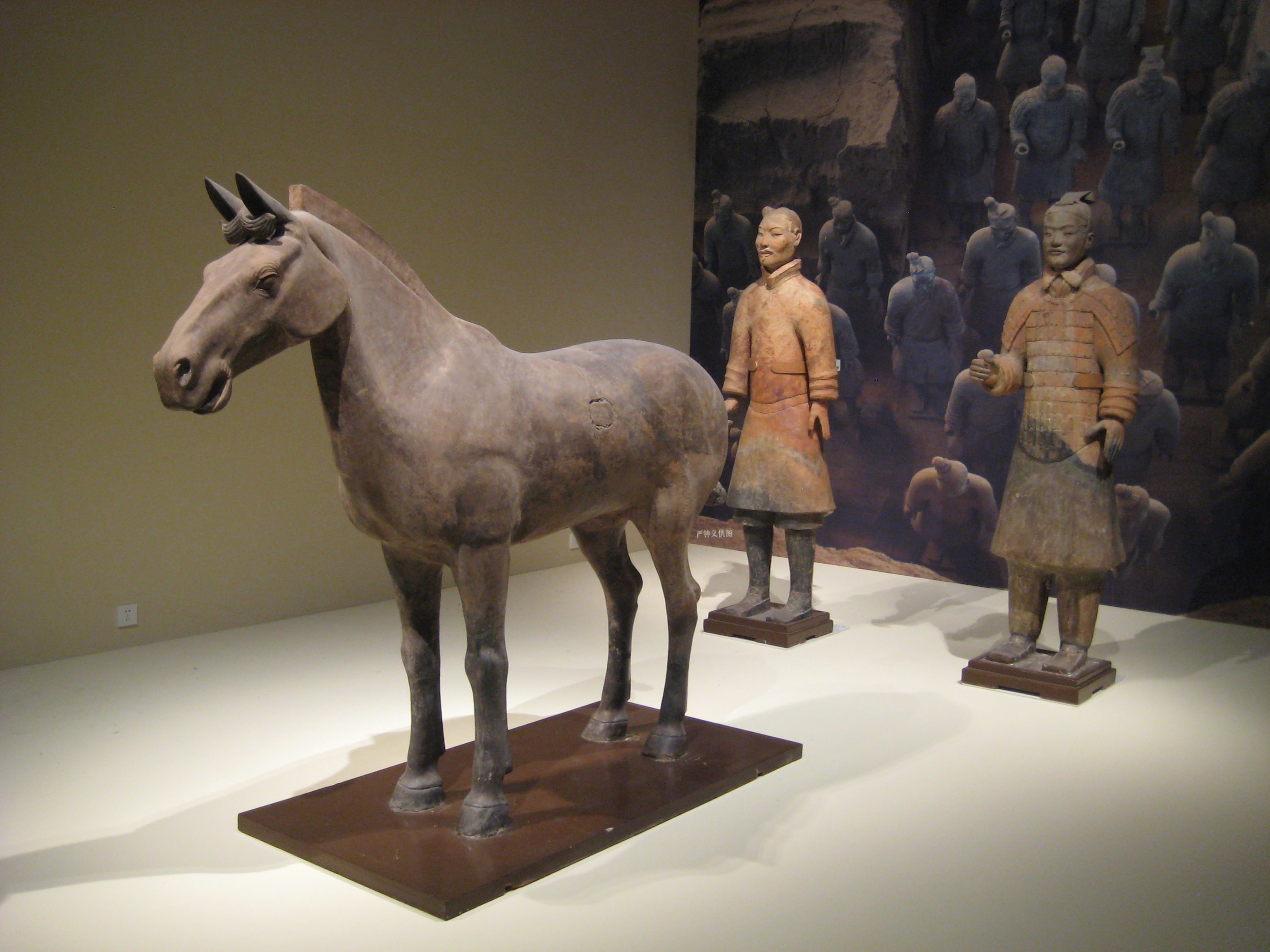
Cheval et deux soldats.
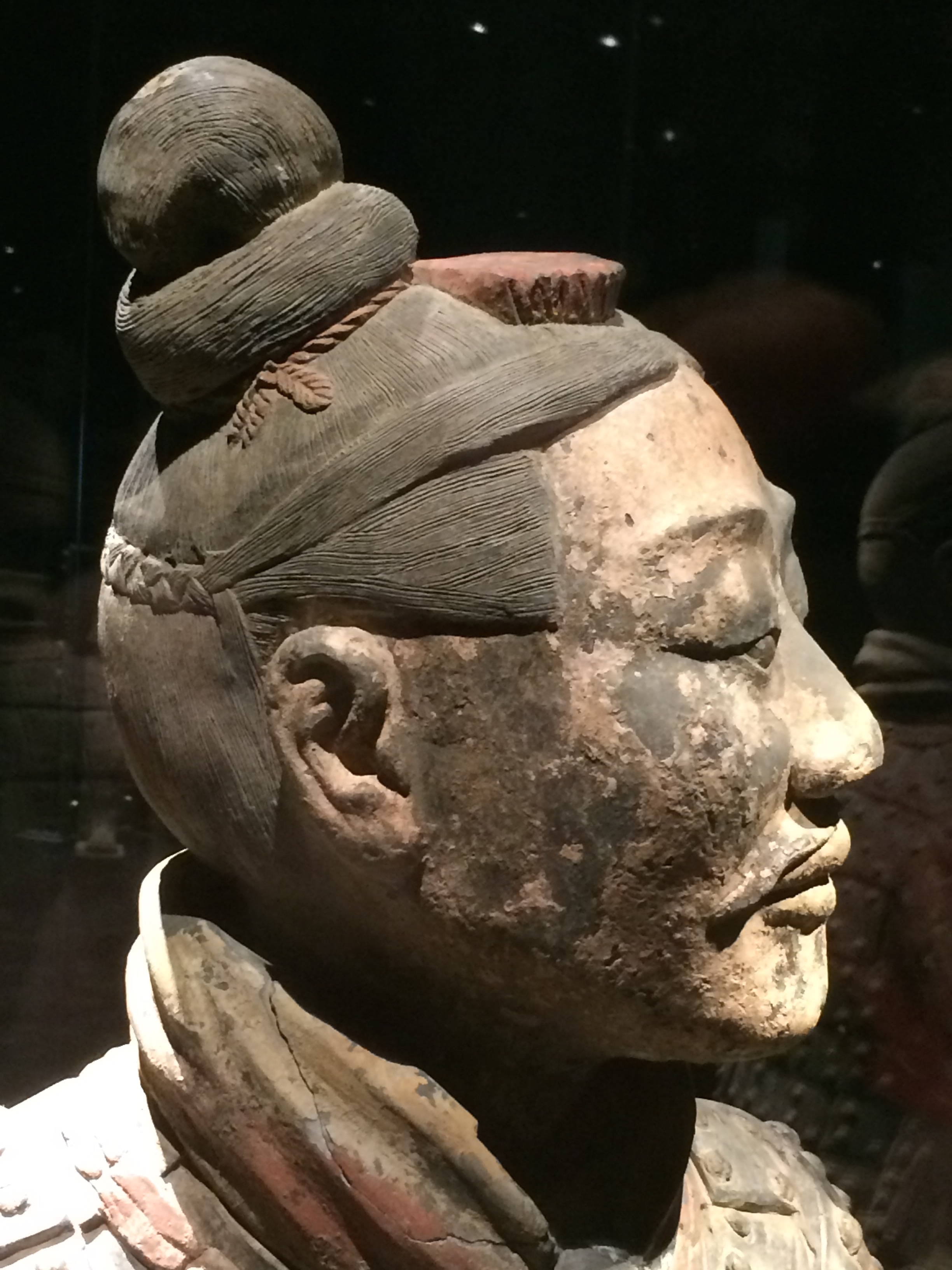
Gros plan de la tête d'un archer, montrant le soin apporté au moindre détail de la coiffure.
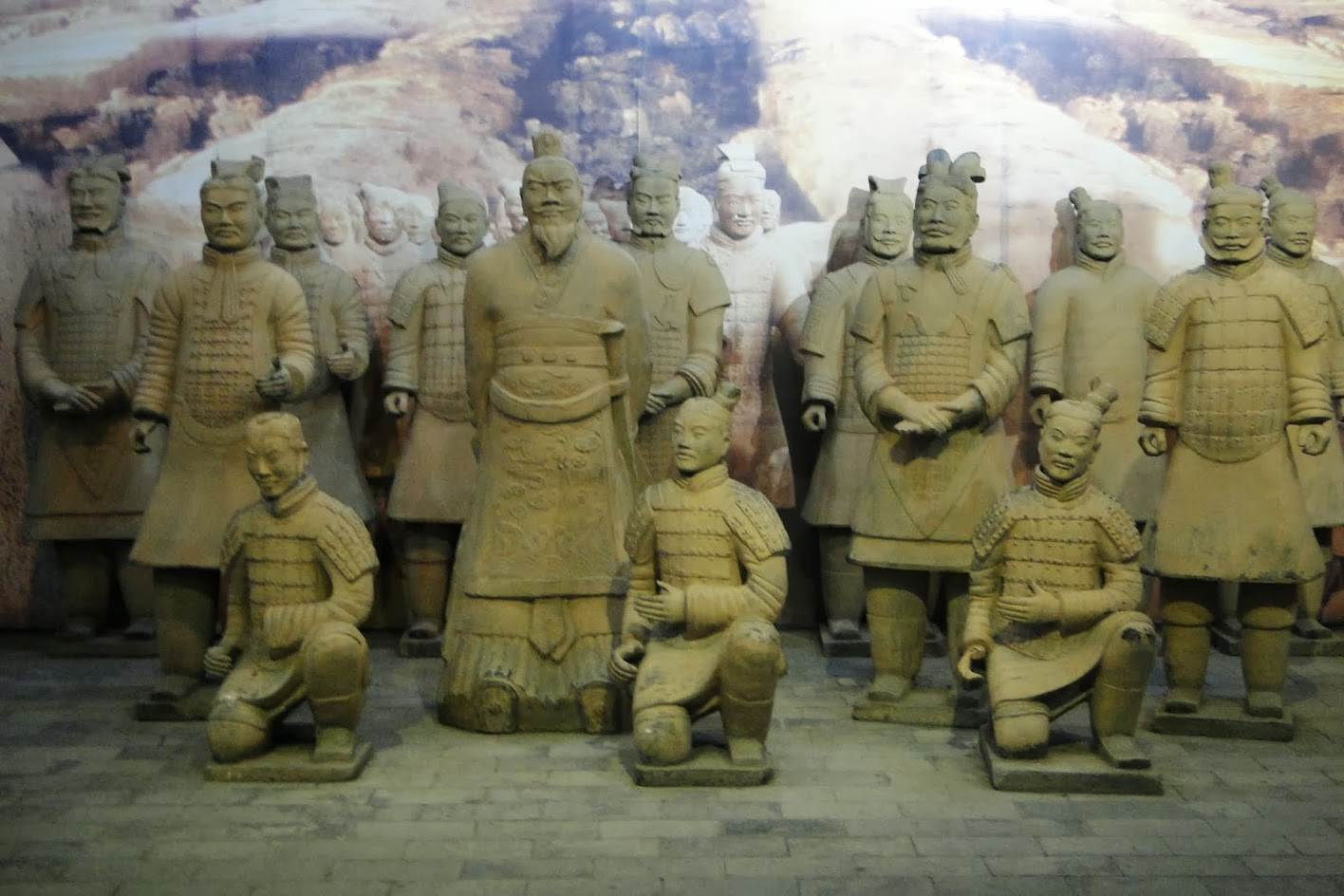
Groupe de guerriers en terre cuite avec des officiers.
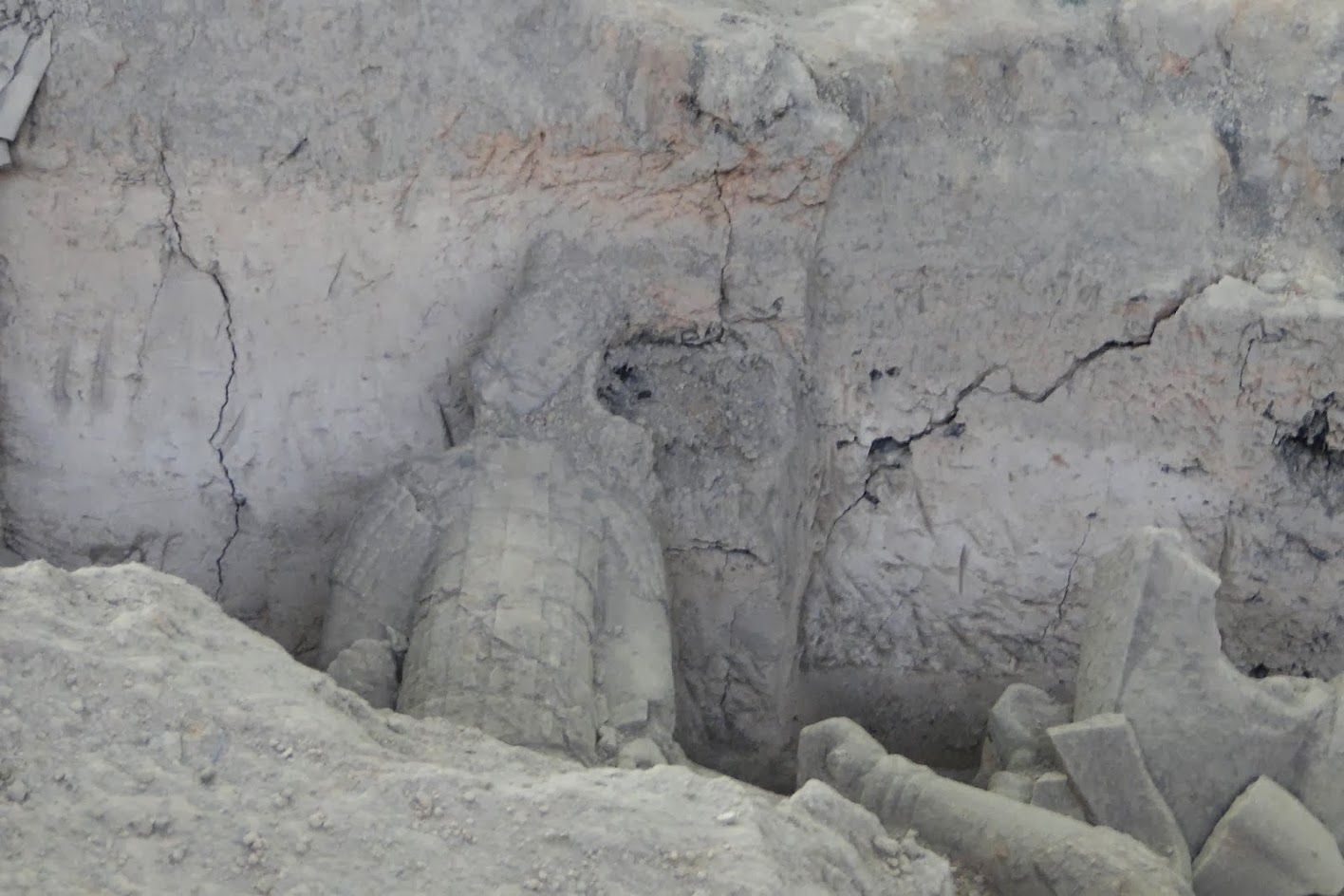
Restes de sculptures de guerriers en terre cuite avant restauration.
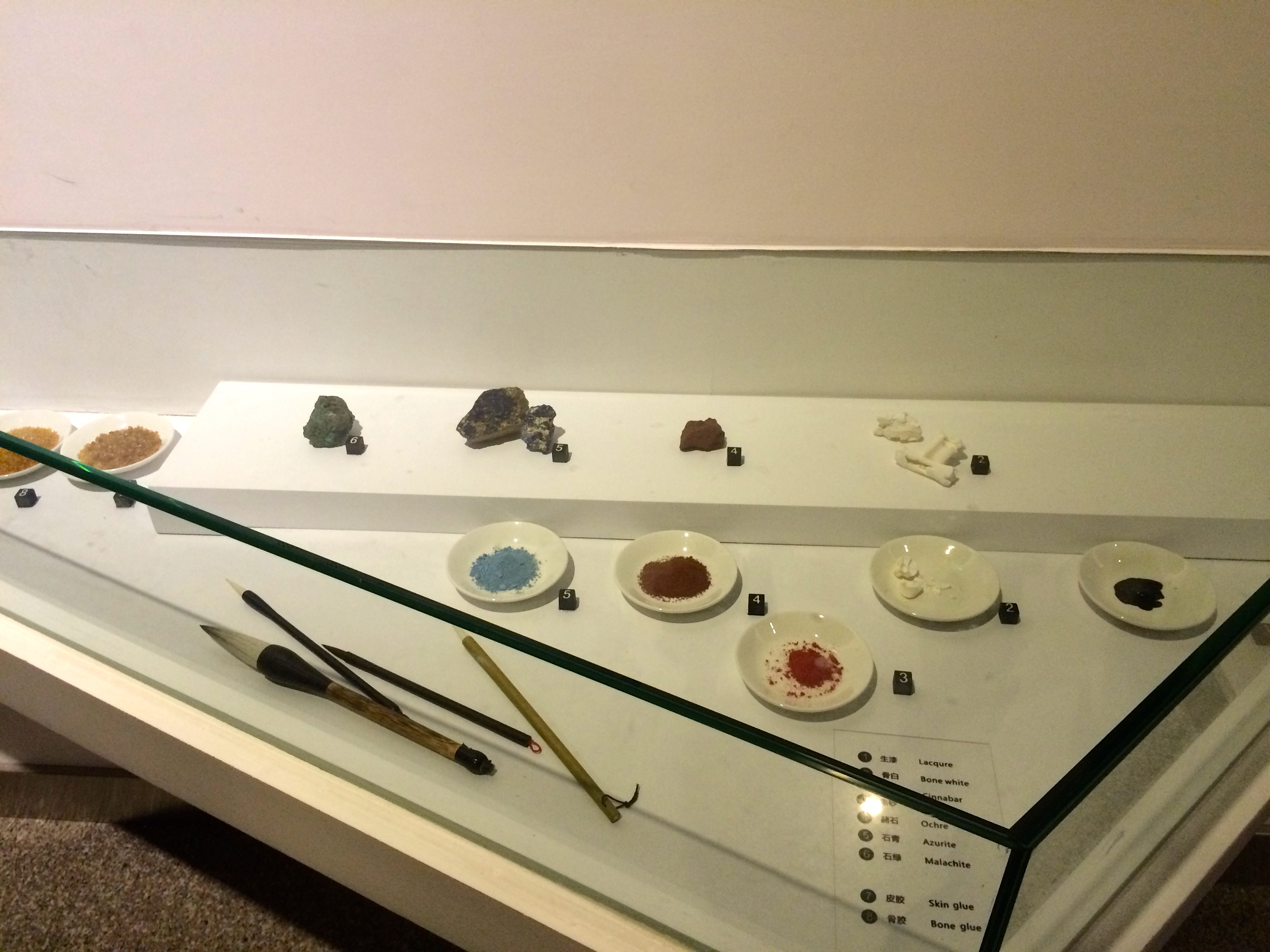
Reconstitution des pigments utilisés à l'époque pour peindre les soldats.
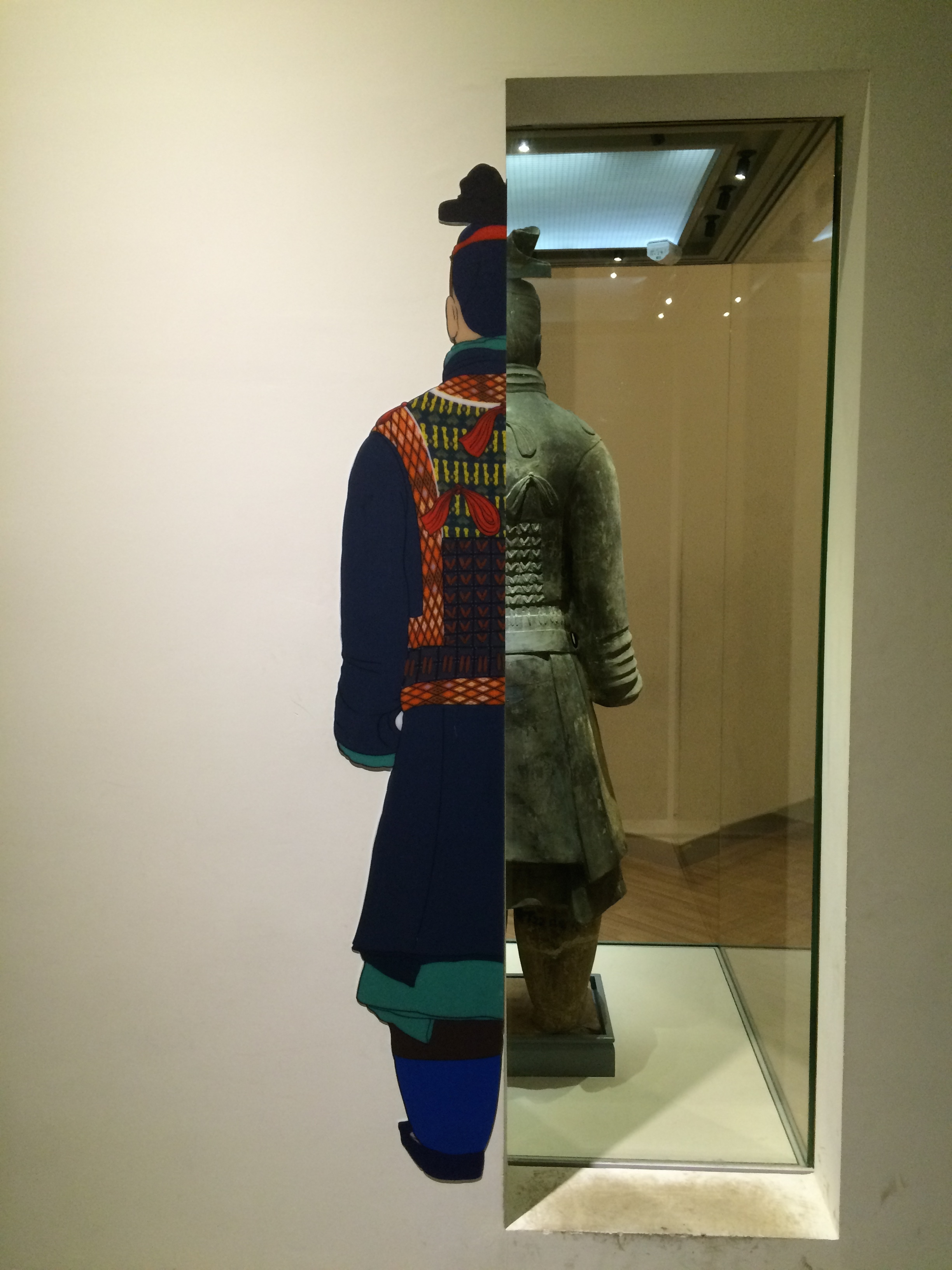
Reconstitution de la polychromie originelle des soldats (1).
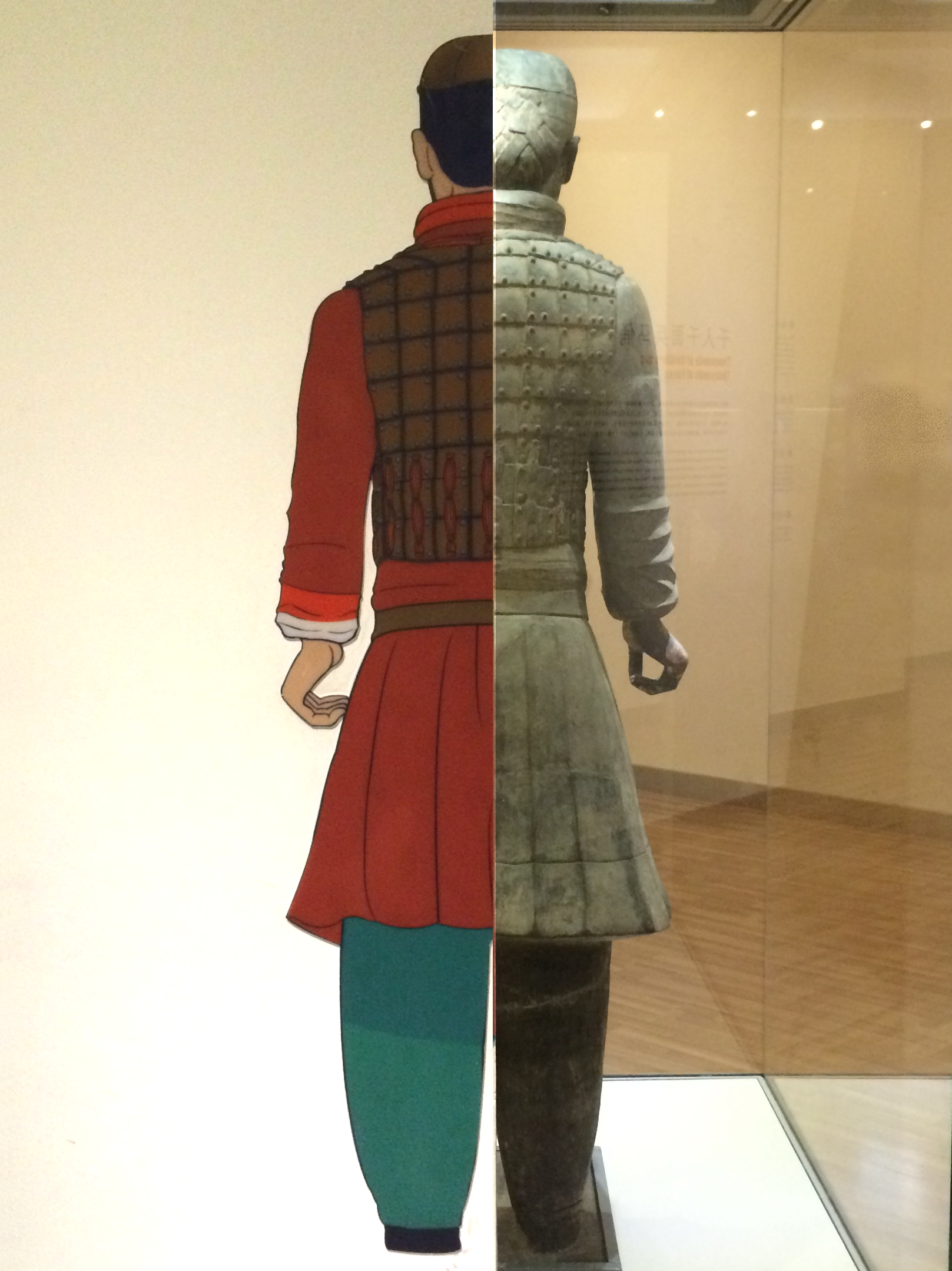
Reconstitution de la polychromie originelle des soldats (2).